# Tōru Kaburagi
Tōru Kaburagi (jap. 鏑木 享 Kaburagi Tōru; ur. 18 kwietnia 1976) – japoński piłkarz występujący na pozycji napastnika.

## Kariera klubowa
Od 1999 do 2005 roku występował w klubach F.C. Tokyo, Albirex Niigata i Matsumoto Yamaga FC.